# Gran Premi d'Austràlia del 2005
Resultats del Gran Premi d'Austràlia de Fórmula 1 de la temporada 2005, disputat al circuit urbà de Melbourne, el 6 de març del 2005.

## Resultats
| Pos | No | Pilot                | Equip              | Voltes | Temps/ Retirada       | Pos. de sortida | Punts |
| --- | -- | -------------------- | ------------------ | ------ | --------------------- | --------------- | ----- |
| 1   | 6  | Giancarlo Fisichella | Renault            | 57     | 1h 24' 17. 336        | 1               | 10    |
| 2   | 2  | Rubens Barrichello   | Ferrari            | 57     | + 5.5 s               | 11              | 8     |
| 3   | 5  | Fernando Alonso      | Renault            | 57     | + 6.7 s               | 13              | 6     |
| 4   | 14 | David Coulthard      | RBR - Cosworth     | 57     | + 16.1 s              | 5               | 5     |
| 5   | 7  | Mark Webber          | Williams - BMW     | 57     | + 16.9 s              | 3               | 4     |
| 6   | 10 | Juan Pablo Montoya   | McLaren - Mercedes | 57     | + 35.0 s              | 9               | 3     |
| 7   | 15 | Christian Klien      | RBR - Cosworth     | 57     | + 38.9 s              | 6               | 2     |
| 8   | 9  | Kimi Räikkönen       | McLaren - Mercedes | 57     | + 39.6 s              | 10              | 1     |
| 9   | 16 | Jarno Trulli         | Toyota             | 57     | + 1' 03.1 min.        | 2               |       |
| 10  | 12 | Felipe Massa         | Sauber - Petronas  | 57     | + 1' 04.3 min.        | 18              |       |
| 11  | 3  | Jenson Button        | BAR - Honda        | 56     | Abandonament (a 1 v.) | 8               |       |
| 12  | 17 | Ralf Schumacher      | Toyota             | 56     | + 1 Volta             | 15              |       |
| 13  | 11 | Jacques Villeneuve   | Sauber - Petronas  | 56     | + 1 Volta             | 4               |       |
| 14  | 4  | Takuma Sato          | BAR - Honda        | 55     | Abandonament (a 2 v.) | 20              |       |
| 15  | 19 | Narain Karthikeyan   | Jordan - Toyota    | 55     | + 2 Voltes            | 12              |       |
| 16  | 18 | Tiago Monteiro       | Jordan - Toyota    | 55     | + 2 Voltes            | 14              |       |
| 17  | 20 | Patrick Friesacher   | Minardi - Cosworth | 55     | + 4 Voltes            | 16              |       |
| Ret | 1  | Michael Schumacher   | Ferrari            | 42     | Accident              | 19              |       |
| Ret | 8  | Nick Heidfeld        | Williams - BMW     | 42     | Accident              | 7               |       |
| Ret | 21 | Christijan Albers    | Minardi - Cosworth | 16     | Caixa canvi           | 17              |       |

## Altres
- Pole : Giancarlo Fisichella 3' 01. 460 (2 Voltes)
- Volta ràpida:  Fernando Alonso 1' 25. 683 (a la volta 24)